# American Sugar
American Sugar est une entreprise sucrière et agricole américaine, basée en Floride.

## Histoire
En 2001, American Sugar acquiert l'activité américaine de Tate & Lyle comprenant la marque Domino Sugar ainsi que 3 raffineries de sucres.
En 2005, elle acquiert la California and Hawaiian Sugar Company (C&H Sugar). 
En 2007, American Sugar acquiert l'activité canadienne de Tate & Lyle, Redpath, pour 132 millions de livres soit 301,9 millions de dollars,.
En 2010, elle acquiert également les activités européennes de Tate & Lyle, comprenant notamment une raffinerie à Londres et à Lisbonne, pour 314 millions de dollars,.